# Bohojawłenka
Bohojawłenka (ukr. Богоявленка) – wieś na Ukrainie, w obwodzie donieckim, w rejonie wołnowaskim, w hromadzie Wuhłedar. W 2001 liczyła 1490 mieszkańców.